# ذخیره‌گاه طبیعی دنژکین کامن
ذخیره‌گاه طبیعی دنژکین کامن (انگلیسی: Denezhkin Kamen Nature Reserve) یک پارک و ذخیره‌گاه طبیعی در استان سوردلوفسک کشور روسیه است.